# 100BANCH
100BANCH（ひゃくばんち）は、東京都渋谷区に所在する一般社団法人百番地が運営するアクセラレータープログラム及びコミュニティによる「未来創造活動」であり、またはその施設である。

## 概要
100BANCHは、2018年にパナソニックが100周年を迎えることを機に構想をスタートし、「常識にとらわれない若いエネルギーの集まりが、100年先の未来を豊かにしていく」というコンセプトのもと、ロフトワーク、カフェカンパニーと共同で運営を行なっていた。
2022年4月から、社団法人を設立し、ロフトワークが担っていた運営業務を、パナソニックおよび一般社団法人百番地が行うようになった。